# Jehu (1825)
Jehu var ett mindre handels- och segelfartyg av typen galeas som förliste i december 1825 vid Gråskärsbådan utanför Sundsvall i norra Sverige. När olyckan skedde var fartyget lastat med tackjärn från Norberg, som skulle lossas i Sundsvall för nedsmältning till stångjärn. Besättningen överlevde tack vare egna småbåtar för landstigning. Vraket hittades på 1990-talet av dykarklubben SSDK Lagun.

## Fartyget i tjänst
Jehu utgör ett gott exempel för 1800-talets allmogeseglation och hennes flesta resor gick mellan Sundsvall och Stockholm. En sådan resa tur och retur brukade ta cirka fyra veckor. Hon trafikerade även andra norrländska städer som Skellefteå och Umeå, samt Nyland och Säfvar. I lasten ner till huvudstaden fraktades tjära, brädor, balkar, samt en gång uppgavs diverse varor. Även andra ej kända resor har säkert förekommit. Jehu övervintrade ofta i Stockholm och återvände frampå vårvintern, när islossningen drog sig upp mot norr och gjorde vattnet utmed den norrländska kusten farbart igen. Totalt tretton stockholmsresor gjordes under hennes tjänsteår 1821-1825. Den siste kaptenen ombord hette Johan Fredrik Österlund.

## Vraket
Endast bottendelen av det 27 meter långa klinkbyggda fartyget återstår på vrakplatsen och skrovet ligger på 16 meters djup. En utgrävning av marinarkeologer skedde 1991-1994. Från kajutan tillvaratogs en del vardagsfynd, däribland ett timglas med originalsand, träskedar, tenntallrikar, ett par pipor varav en märklig turkpipa och en gryta. Endast en järntacka fanns kvar eftersom lasten troligen bärgades direkt efter förlisningen. Där fanns också glasflaskor, svartmålade tegelstenar och en hel del annat. 

## Namnet
Namnet kommer från en israelisk kung Jehu som verkade 842-821 före Kristus. Hans våldsamma framfart har fortlevt i det kända ordstävet "att fara fram som ett Jehu" och det blev ett ganska så vanligt fartygsnamn i 1800-talets början. Fartyget har ibland fått det felaktiga namnet John.